# Ганну Турунен
Ганну Турунен (фін. Hannu Turunen, нар. 24 червня 1956, Савонлінна) — фінський футболіст, що грав на позиціях захисника і півзахисника за клуби «Копаріт» (Куопіо) та «КуПС», а також національну збірну Фінляндії.

## Клубна кар'єра
У дорослому футболі дебютував 1978 року виступами за команду «Копаріт» (Куопіо), в якій провів чотири сезони, взявши участь у 129 матчах чемпіонату. Більшість часу, проведеного у складі «Копаріта», був основним гравцем команди.
1983 року перейшов до клубу «КуПС», за який відіграв наступні десять сезонів. Граючи у складі «КуПСа» також здебільшого виходив на поле в основному складі команди. Завершив професійну кар'єру футболіста виступами за команду «КуПС» у 1993 році.

## Виступи за збірну
1979 року дебютував в офіційних матчах у складі національної збірної Фінляндії.
У складі збірної був учасником  футбольного турніру на Олімпійських іграх 1980 року у Москві.
Загалом протягом кар'єри у національній команді, яка тривала 9 років, провів у її формі 66 матчів, забивши 3 голи.